# Ваулино (Тверская область)
Ваулино — деревня в Кимрском районе Тверской области. Входит в состав Центрального сельского поселения.

## География
Находится в юго-восточной части Тверской области на расстоянии приблизительно 7 км на север по прямой от районного центра города Кимры на левом берегу речки Шибловка.

## История
Известна с 1628 года как пустошь. Как сельцо известно с 1832 года, принадлежало помещикам Арсеньевым. В 1859 году здесь (территория Корчевского уезда Тверской губернии) было учтено 13дворов, в 1887 — 24.

## Население
Численность населения: 75 человек (1859 год), 129 (1887), 17 (русские 88 %) в 2002 году, 1 в 2010.